# Jean-Baptiste Quéruel
Jean-Baptiste Quéruel, né le 23 novembre 1779 à Saint-Quentin-les-Chardonnets et mort le 20 juin 1845  à Tinchebray, est l'inventeur de la méthode permettant la fabrication industrielle de sucre à partir de betterave. 

## Biographie
Jean-Baptiste Quéruel est né au lieu-dit la Perrochère à Saint-Quentin-les-Chardonnets (canton de Tinchebray) dans l'actuel département de l'Orne. Sa maison natale existe toujours.
Vers 1809, il se fait engager chez Benjamin Delessert à sa manufacture sucrière de Passy (aujourd'hui dans le 16e arrondissement de Paris). À cette occasion, il se fait remarquer, fin 1811, en mettant au point le procédé de raffinage qui permettait enfin la fabrication à l'échelle industrielle du sucre à partir de la betterave. Pour la première fois l'impulsion pour la fabrication de ce nouveau sucre était définitivement donnée : il se présente sous la forme d'un pain de forme conique de couleur blanche ou approchant. La vente de ce pain de sucre se fit sous emballage bleu scellé pendant plus d'un siècle.
Il épouse le 22 avril 1815 à Paris Françoise Marie Lebaudy, nièce de Jean Lebaudy (1775-1847), le fondateur de la dynastie des célèbres sucriers et banquiers qui était natif, comme son neveu par alliance J-B Quéruel, de Saint-Quentin-les-Chardonnets, limitrophe de la commune de Tinchebray.
Une rue de Tinchebray porte son nom. C'est là, au cimetière des Montiers, qu'il est inhumé avec son épouse.